# Daoyuan
Daoyuan (道院) ist eine religiöse Gruppe die zu Hsien-t'ien Tao gehört. Dies sind religiöse Gruppen, die die Einheit des Daoismus, des Konfuzianismus,
des Buddhismus und anderer Religionen anstreben.
Daoyuan hat seinen Ursprung in einer Gruppe im Kreis Pin in der Provinz Shandong. Sie wurde von Liu Shao-ji (劉紹基) geleitet. Ihre Mitgliedschaft bestand hauptsächlich aus Adligen und hohen Beamten. 1918 verlagerte sich die Gesellschaft in die Provinzhauptstadt Jinan und änderte 1921 ihren Namen in Heiligtum des Dao (Dao-yuan). Gut mit hohen Regierungskreisen verbunden, dehnte sich Dao-yuan schnell von Shandong nach Peking und in die größeren Städte am Jangtsekiang aus. Auch in Japan wurden Filialen gegründet. Die Gruppe entwickelte eine interne Struktur von sechs Höfen: Die Exekutive, die Meditation, die Fuji (Planchettenschrift), die Schriften, die philanthropischen Tätigkeiten und das Predigen. Unter diesen Tätigkeitsbereichen haben die philanthropischen Tätigkeiten das öffentliche Bild der Organisation am meisten geprägt. Dao-yuan ist auch durch die
World Red Swastika Society (Shih-Chieh Hung-Wan-Tzu Hui) bekannt, die 1922 offiziell eingetragen wurde. Durch die kommunistische Regierung nach 1949 verboten, hat Dao-yuan Sektionen in Hongkong, Taiwan, Japan, Malaysia, Singapur, Kanada und den Vereinigten Staaten.
Seit 1950 fungiert Hongkong als Weltzentrale und Verwaltungszentrum von Daoyuan.